# Tempestade tropical Bret (2005)
A tempestade tropical Bret foi um ciclone tropical de curto ciclo de vida que fez landfall no estado mexicano de Veracruz, trazendo muitos prejuízos para a localidade. Foi a segunda tempestade dotada de nome da temporada de furacões no Atlântico de 2005 e o primeiro de quatro sistemas a atingir a região naquele ano. Bret se formou ao longo de uma onda tropical em 28 de junho na baía de Campeche e rapidamente se fortaleceu. Moveu-se em direção oeste-noroeste, atingindo a costa cerca de 24 horas após sua formação, mas se dissipando logo depois.
Bret foi o primeiro de seis ciclones tropicais (três furacões, dois deles furacões "maiores", e três tempestades tropicais) a fazer landfall no México durante a temporada. Como a formação da tempestade tropical ocorreu em 28 de junho, a temporada de 2005 se tornou a primeira desde a de 1986 a ter dois sistemas tropicais dotados de nome no mês de junho. O fenômeno provocou chuvas fortes ao longo de sua trajetória, chegando a 266 mm de precipitação acumulada, que causaram enchentes e uma morte por afogamento. Cerca de 7 500 pessoas foram afetadas e os danos materiais totalizaram mais de 100 milhões de pesos mexicanos ou cerca de 9,3 milhões de dólares (em valores em 2005).

## História meteorológica

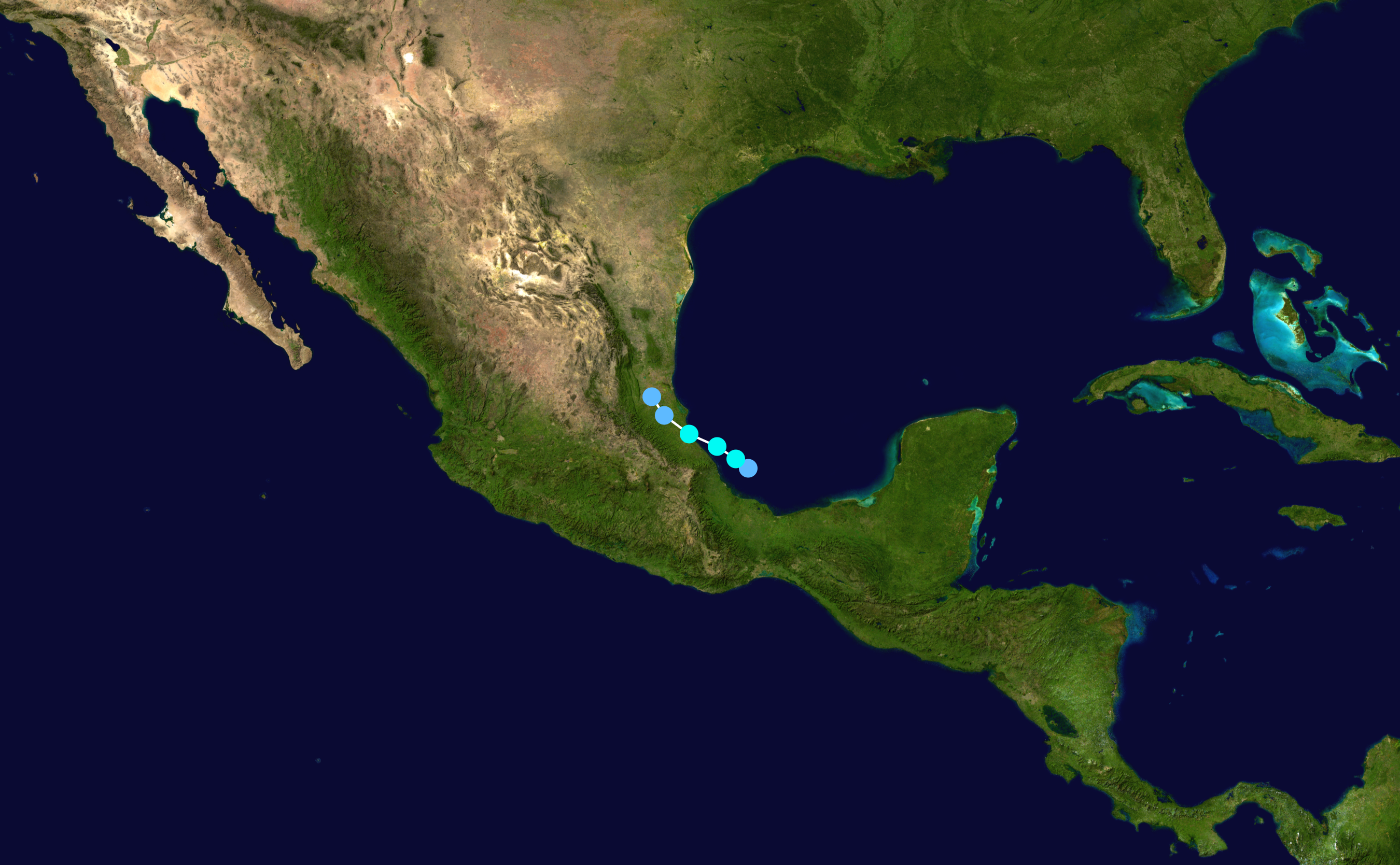
Em sua curto trajeto, Bret se moveu em sentido noroeste

Uma onda tropical, acompanhada por uma fraca área de baixa pressão, cruzou a América Central e o leste do México entre 24 e 27 de junho de 2005. Uma área de distúrbios meteorológicos associada ao sistema adentrou a baía de Campeche no começo da madrugada (UTC) de 28 de junho, embora a princípio houvesse um desfavorável cisalhamento do vento de altos níveis e a interação com o continente limitasse a ciclogênese. O fenômeno prosseguiu em sentido oeste-noroeste com uma velocidade de 8 a 16 km/h, e, após entrar em alto mar, a organização das áreas de convecção profunda aumentou com o desenvolvimento das bandas de tempestade. De acordo com os dados aferidos por um avião caçador de furacões que sobrevoou a tempestade, estima-se que o sistema tenha se tornado a "depressão tropical Dois" por volta das 18:00 (UTC) de 28 de junho, quando se localizava a cerca de 100 km a nordeste da cidade mexicana de Veracruz. No momento da emissão do primeiro relatório regular sobre o sistema, o governo do México emitiu um aviso de tempestade tropical para a costa mexicana, entre Veracruz e Tampico.
Cerca de quatro horas depois de se formar, a depressão se intensificou para a tempestade tropical Bret e, mais tarde, atingiu a sua menor pressão central mínima, com 1 002 milibares. Mas logo em seguida, a sua aparência em radares se deteriorou e o topo das áreas de convecção próximas ao centro ciclônico do sistema esquentou. Com um anticiclone de médios níveis sobre o Texas, Bret seguiu continuamente para oeste-noroeste, e começou a se reorganizar pouco antes de atingir o litoral; ao meio-dia (UTC) de 29 de junho, a tempestade fez landfall logo a sudeste de Tuxpan com ventos máximos sustentados de 65 km/h. Após cruzar a costa, a tempestade rapidamente se degenerou para uma depressão tropical, embora Bret mantivesse um padrão de nuvens bem organizado com áreas de convecção profunda. O centro do sistema começou a seguir para norte-noroeste e no começo da madrugada (UTC) de 30 de junho, Bret se dissipou sobre a região montanhosa do centro do México.

## Impacto
A tempestade tropical Bret produziu chuvas fortes ao longo de sua trajetória, com um pico de precipitação acumulada em 24 horas de 266 mm registrado no povoado de El Raudal, no município de Chinampa de Gorostiza; várias outras localidades registraram mais de 100 mm de precipitação acumulada. As chuvas causaram enchentes generalizadas no estado mexicano de Veracruz, especialmente na cidade de Naranjos, onde um rio transbordado inundou várias partes da cidade e o nível da água chegou a mais de 2 metros de altura. Foram relatados vários outros transbordamentos de rios.
Pouco depois da passagem da tempestade, o governo de Veracruz disponibilizou 6 000 abrigos de emergência para atender a população afetada. As enchentes inundaram centenas de casas e carros, sendo que um total de 7 500 famílias no estado foram diretamente prejudicadas pelo mau tempo. O Exército Mexicano, num esforço combinado com a polícia e as autoridades estaduais, trabalhou com veículos anfíbios para resgatar famílias nas casas inundadas, muitas das quais estavam nos telhados de suas residências; de acordo com relatos da Defesa Civil do governo de Veracruz, uma pessoa se afogou na cidade de Cerro Azul. Várias outras ficaram desaparecidas. Deslizamentos de terra provocados pelas enchentes cortaram a comunicação e deixaram 66 vilarejos temporariamente isolados. Por todo estado de Veracruz, as localidades mais afetadas foram Naranjos, Chinampa de Gorostiza, Tamalín, Tantima, Benito Juárez, Tamiahua e Tempoal de Sánchez. O governo estadual declarou estado de emergência para 14 municípios. Os danos materiais totalizaram mais de 100 milhões de pesos mexicanos ou cerca de 9,3 milhões de dólares (em valores em 2005); o estado pediu para a reconstrução o mesmo valor das perdas totais.
Os danos provocados por Bret não foram excepcionais, o nome não foi retirado pela Organização Meteorológica Mundial, sendo usado novamente seis anos mais tarde, na temporada de furacões no Atlântico de 2011.